# UKS Absolwent Siedlec
UKS Absolwent Siedlec – polski uczniowski klub unihokeja, został założony w 1997 roku w miejscowości Siedlec. W swym dorobku posiada m.in. trzy tytuły Mistrza Polski kobiet, jak również wiele innych medali Mistrzostw Polski w unihokeju, zarówno wśród kobiet i mężczyzn oraz juniorów. Obecnie klub startuje w rozgrywkach ekstraligowych Polskiego Unihokeja seniorów, juniorów starszych i juniorów młodszych oraz w rozgrywkach Wielkopolskiego Związku Unihokeja w kategorii młodzik i dzieci.

## Sukcesy

### Krajowe
Ekstraliga polska w unihokeju kobiet
- 1. miejsce (3 x ) – 2001/02, 2007/08, 2012/13
- 2. miejsce (3 x ) – 2008/09, 2010/11, 2011/12
- 3. miejsce (2 x ) – 2003/04, 2009/10

 Ekstraliga polska w unihokeju mężczyzn
- 2. miejsce (3 x ) – 2001/02, 2002/03, 2003/04
- 3. miejsce (4 x ) – 2004/05, 2007/08, 2008/09, 2010/11